# あなたのやさしさをオレは何に例えよう
「あなたのやさしさをオレは何に例えよう」（あなたのやさしさをオレはなににたとえよう）は、エレファントカシマシの楽曲/28枚目のシングル。2002年4月17日に、東芝EMI/FAITHFUL.から発売。

## 概要
アルバム『ライフ』に先駆けて発売された、1曲のみ収録先行シングル。発売日から1年間のみの期間限定生産マキシシングルのため現在は廃盤。ヴァージョン別の表記はないが、アルバム『ライフ』収録の同楽曲はアウトロが追加されている。ミュージック・ビデオの撮影場所は幕張メッセ駐車場。監督は高橋栄樹。

## 収録曲
1. あなたのやさしさをオレは何に例えよう（3：38）
  - 作詞・作曲：宮本浩次　編曲：小林武史